# Lelese
Lelese (deutsch Lelsdorf, ungarisch Lelesz) ist eine Gemeinde im Kreis Hunedoara in der Region Siebenbürgen in Rumänien.

## Geographische Lage

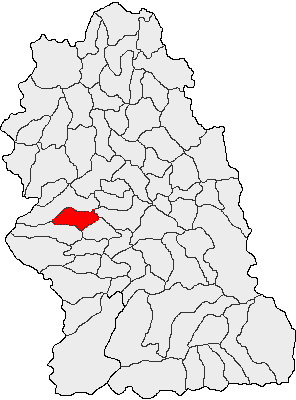
Lage der Gemeinde Lelese im Kreis Hunedoara

Die Gemeinde Lelese befindet sich im Südwesten des Siebenbürgischen Beckens östlich des Poiana-Ruscă-Gebirges, in der historischen Region des Komitats Hunyad (Komitat Eisenmarkt). An der Kreisstraße (Drum județean) DJ 687F, befindet sich der Ort ca. 31 Kilometer westlich der Stadt Hunedoara (Eisenmarkt); die Kreishauptstadt Deva (Diemrich) liegt etwa 48 Kilometer nordöstlich von Lelese entfernt.

## Geschichte
Der Ort Lelese wurde erstmals 1319 urkundlich erwähnt.
Über einen Hochofen der 1806–1810 errichtet, 1851 umgebaut, auf dem heutigen Gebiet des Dorfes Govăjdia (Sensenhammer) der Gemeinde Ghelari steht (⊙) und der zur Zeit seiner Entstehung der größte Hochofen auf dem Territorium des heutigen Rumäniens war, wurde im Februar 2011 von den Behörden der Gemeinde Lelese behauptet, dass dieser nach alten Karten sowie bei Umgestaltungen des Verwaltungsgebiets zwischen 1952 und 1968 zu Lelese gehörte. Der Hochofen steht unter Denkmalschutz.
Auf dem Gebiet der Gemeinde wurden Talk, Kalkstein und Dolomit gefördert. Die Förderung wurde weitestgehend eingestellt. Die Hauptbeschäftigung der Bevölkerung sind die Viehzucht, die Land- und die Forstwirtschaft.

## Bevölkerung
1850 lebten auf dem Gebiet der Gemeinde 1485 Einwohner. 1471 davon waren Rumänen, 11 Roma, zwei Magyaren und ein Siebenbürger Sachse. Die höchste Einwohnerzahl der Gemeinde (1894) – gleichzeitig die der Rumänen (1851) und die der Magyaren (11) – wurde 1900 erreicht. Die höchste Anzahl der Deutschen (9) 1890 und die der Roma (12) wurde 1930 gezählt. Darüber hinaus bezeichnete sich 1992 ein Einwohner in Runcu Mare (ung. Nagyrunk) als Slowake. Seit 1900 ist die Einwohnerzahl rückläufig. 2002 lebten auf dem Gebiet der Gemeinde Lelese 511 Menschen, davon waren 508 Rumänen und drei Ungarn.